# Merlin Olsen
Merlin Jay Olsen (Logan (Utah), 15 september 1940 - 10 maart 2010) was een Americanfootballspeler, kwam voor het eerst uit voor Utah State University en speelde daarna als professional (van 1962 tot 1976) voor de Los Angeles Rams van de National Football League.
Na zijn pensionering als speler ging hij bij de televisie werken als commentator, samen met Dick Enberg in de AFC gedurende de tachtiger jaren. Daarnaast genoot hij nog succes als acteur (waarvan de bekendste is zijn regelmatige optreden in de televisieserie Little House on the Prairie), en in een televisiecommercial van FTD Florists.